# Stenopogon felis
Stenopogon felis är en tvåvingeart som beskrevs av Stanley Willard Bromley 1931. Stenopogon felis ingår i släktet Stenopogon och familjen rovflugor. Inga underarter finns listade i Catalogue of Life.